# ウド・フォークト

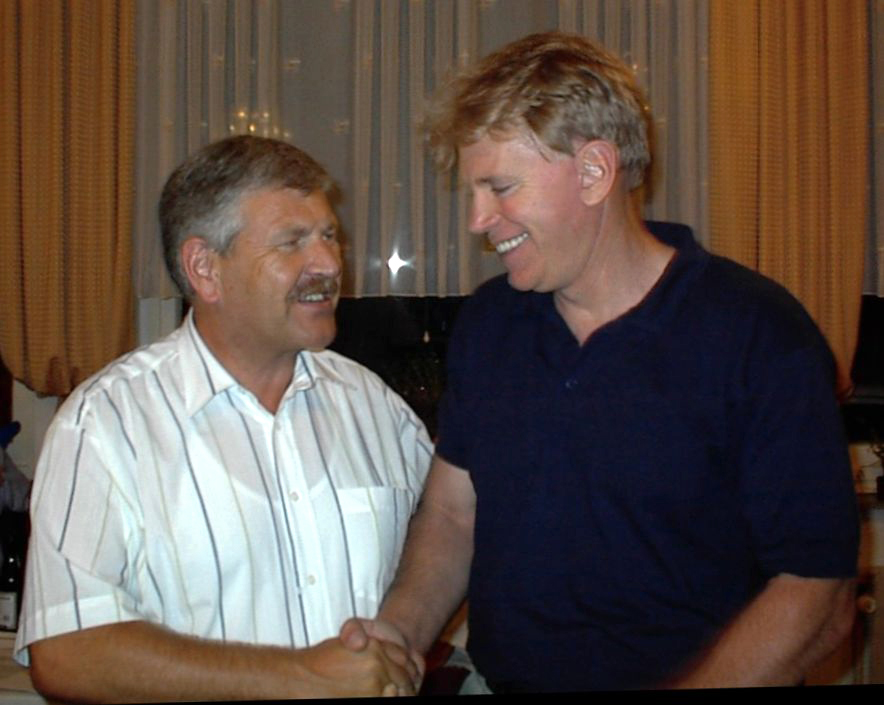
著名な白人至上主義者であるデービッド・デュークとともに

ウド・フォークト（Udo Voigt, ドイツ語発音: [ˈuːdo foːkt], 1952年4月14日 - 2025年7月17日）は、ドイツの政治家。元欧州議会議員。
極右政党・ドイツ国家民主党（NPD）の第5代党首を務めるなどドイツにおけるネオナチ運動の大物として知られている。

## 来歴

### 生い立ち
1952年4月14日、西ドイツ出身。西部最大の工業地帯であるノルトライン＝ヴェストファーレン州のフィーアゼンで育った。父親は突撃隊員（SA）に所属していた元ナチ党員で、自身も16歳からネオナチ政党のドイツ国家民主党（NPD）に関わっていた筋金入りのナチズム信奉者であった。青年時代は整備士として一度就職したが、後に学問を志して1971年にアーヘンに移り住んで同地のファッハホーホシューレ（工業専門大学）へ入学した。アーヘン時代には宇宙工学を学んだとしているが、2学期程で退校しており、学位は取得していない。
1972年、当時徴兵制であった西ドイツ連邦軍に召集され、空軍部隊で兵役生活を送っている。兵役期間終了後も1984年まで軍に在籍し、途中で士官候補生としての教育を受けたり、ギリシャのNATO軍施設に勤務していた事もあるという。また30歳の時にミュンヘン大学付属の政治学校に在学して政治学を学んでいる。

### NPD党首
1984年に空軍を離れた後、密かに続けていたNPD党員としての活動を本格化させ、次第に党幹部として頭角を現していった。1987年、在学していた政治学校を卒業してミュンヘン大学から政治学の修士号を授与された。
東西ドイツ再統一など大きく歴史が動く中にもかかわらず、党勢が低迷していたNPDは第4代党首ギュンター・デッカートがホロコースト否定論の扇動により逮捕される危機を迎えた。1996年、NPDの第5代党首に選出されたフォークトは党の立て直しに辣腕を振るい、資本主義に馴染めない旧東ドイツの若者達をネオナチ運動に取り込んで急速に党勢を拡大した。2004年にはザクセン州、2006年にはメクレンブルク＝フォアポンメルン州といった、旧東ドイツから編入された新連邦州の州議会選挙で次々と議席を獲得している。2006年、自らも首都ベルリンの市政府にトレプトウ＝ケーペニック区の代表として選出され、2010年まで同職を務めた。
他に欧州議会選挙やザールブリュッケン市長選挙にもNPDから擁立されているが、いずれも落選に終わっている。また2008年3月13日には人種主義的なパンフレットを配布するなど、少なくとも2度目の民衆扇動罪（最高刑は禁固5年）で起訴されている。裁判で争った末、執行猶予付きの有罪判決とユニセフへの2000ユーロの寄付を命じられている。実刑判決は避けたものの、本人は政治的な弾圧であると声明している。
2011年11月13日、15年間務めたNPD党首の地位を退き、新党首にはNPD所属のザクセン州議会議員ホルガー・アプフェルが選ばれた。

### 欧州議会議員
2014年欧州議会議員選挙にNPDから出馬、約30万票を集めて当選を果たしたが、2019年の選挙では落選している。

### 死去
2025年7月17日に病死した。